# Sclerolaena diacantha
Sclerolaena diacantha är en amarantväxtart som först beskrevs av Christian Gottfried Daniel Nees von Esenbeck, och fick sitt nu gällande namn av George Bentham. Sclerolaena diacantha ingår i släktet Sclerolaena och familjen amarantväxter. Inga underarter finns listade i Catalogue of Life.

## Bildgalleri

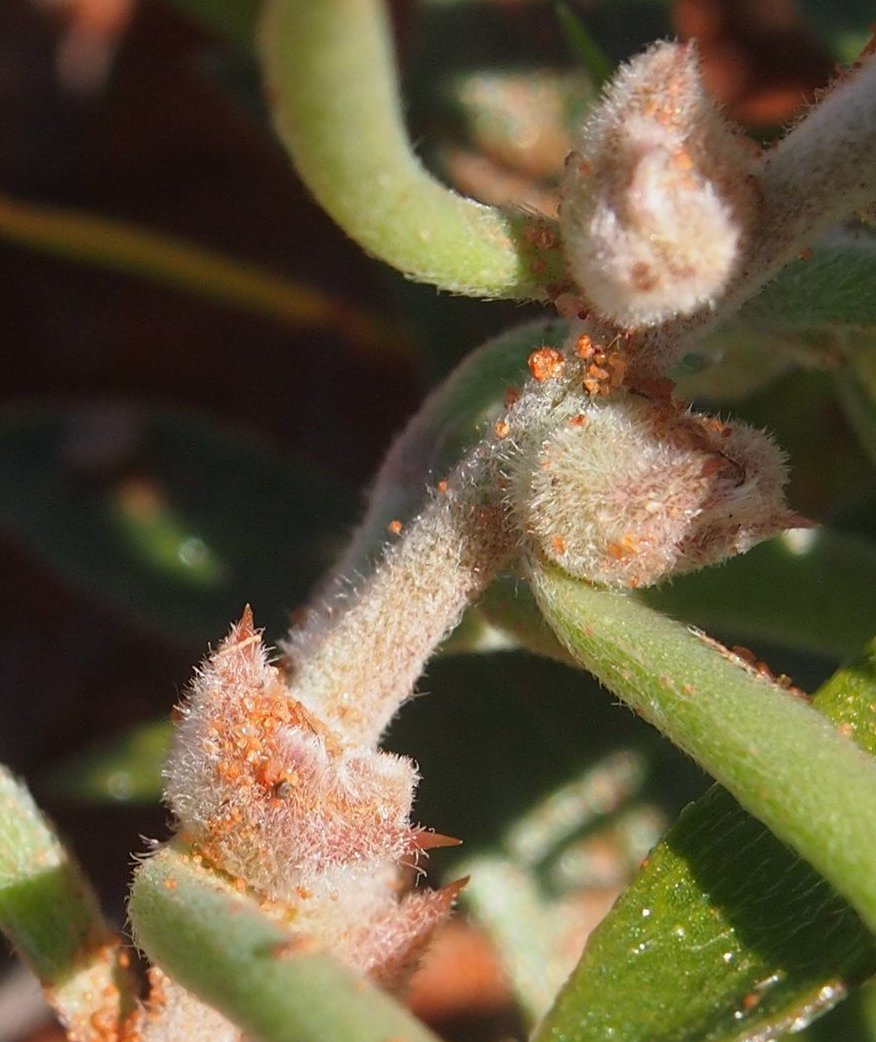
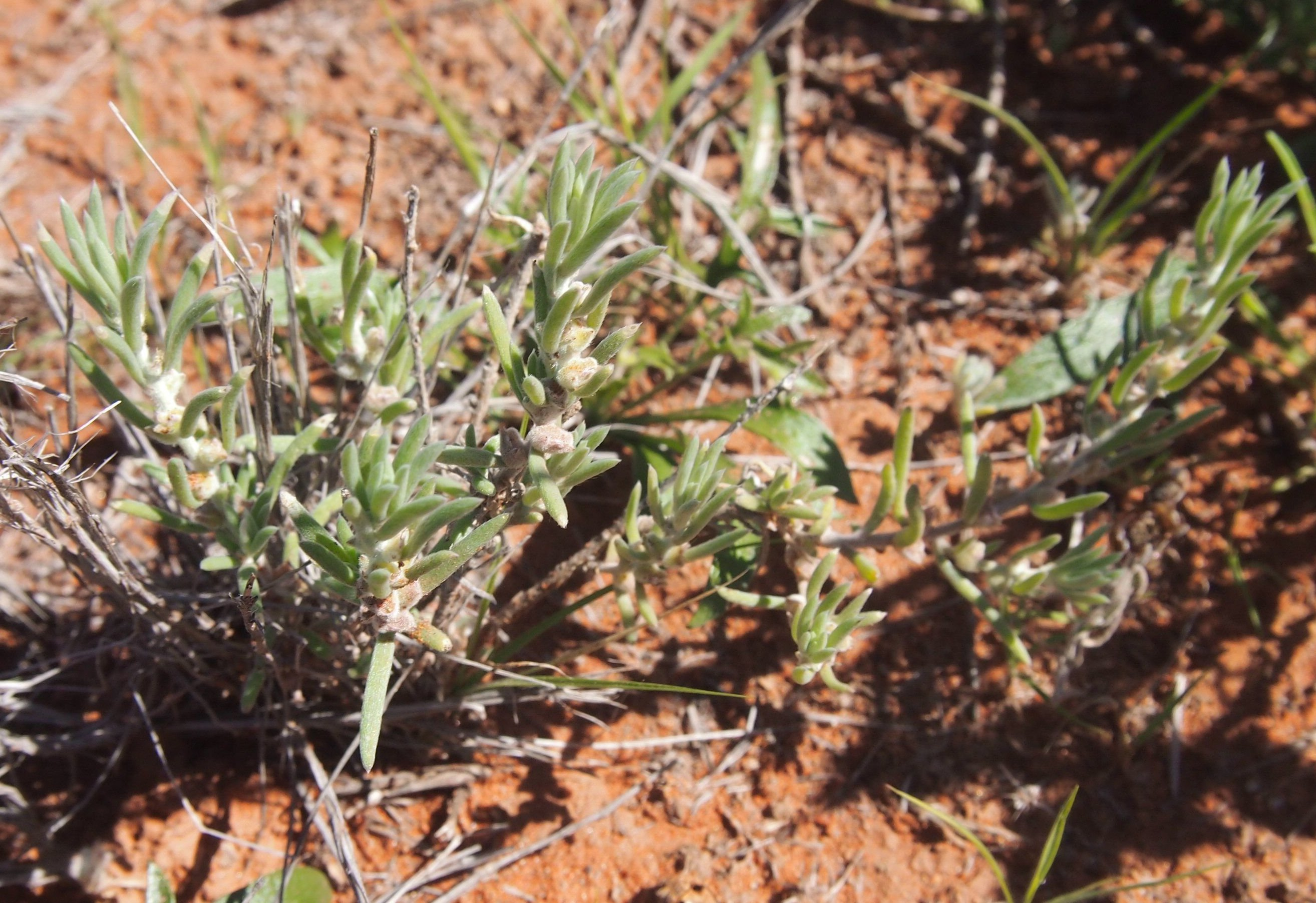